# Ngwo
Die Sprache Ngwo ist eine Graslandsprache des Kamerun.
Die Konda- und Basa-Varietäten unterscheiden sich so stark, dass sie von manchen Sprachwissenschaftlern als eigene Sprachen klassifiziert werden.
Die Sprache Ngwo verwendet als Schriftsystem das lateinische Alphabet.